# Bande noire
Bande noire (tj. česky černá banda) je ve francouzských dějinách označení pro skupinu spekulantů a stavebních podnikatelů, kteří v období Velké francouzské revoluce a po ní levně skupovali znárodněný majetek zrušených klášterů a emigrantů, převážně zámků a zrušených fideikomisních statků, aby rozparcelovali pozemky nebo rozebrali stavby a prodali je na stavební materiál. Tato forma vandalismu způsobila zničení mnoha historicky a umělecky cenných památek.
Majetek duchovenstva byl znárodněn na základě dekretů z 13. května a 16. července 1790 a majetek emigrantů podle dekretů z 2. září 1792 a 3. června 1793.
Poprvé se termín objevil v pamfletu z období Prvního císařství, kde se hovoří o oloupení zemědělců a poškození lesa určitým Martinem Beaudoinem z obce Les Andelys.
O několik let později se termín zúžil na označení finančních transakcí při levném nákupu národního majetku, který byl následně zbořen a rozprodán na stavební materiál. Výraz se běžně používal v době Restaurace Bourbonů v kontextu opozice vůči Revoluci.
Jedním z nejznámějších příkladů je nákup z roku 1791, kdy markýz Jean-Joseph Bourguet de Guilhem de Travanet koupil klášter Royaumont a přestavěl ho na přádelnu. Známou se stala i vážně míněná nabídka Henriho de Saint-Simon, který chtěl zakoupit katedrálu Notre-Dame v Paříži a rozebrat ji na stavební materiál.
Tyto aktivity trvaly až do roku 1825.
Honoré de Balzac příslušníky bande noire zmiňuje opakovaně v několika svých dílech – Modesta Mignonová (1843), Paní Firmiani (1832), Bratranec Pons (1847), Venkované (1844), Venkovský kněz (1839). „La Bande noire“ je rovněž název básně Victora Huga v básnické sbírce Ódy a balady (1828).